# منترده د آلباراسین
منترده د آلباراسین (به اسپانیایی: Monterde de Albarracín) یک شهرستان در اسپانیا است که در آراگون واقع شده‌است.

## خصوصیات
منترده د آلباراسین ۴۵ کیلومترمربع مساحت و ۶۹ نفر جمعیت دارد و ۱٬۲۸۰ متر بالاتر از سطح دریا واقع شده‌است.